# 高知競馬場
高知競馬場（こうちけいばじょう Kochi Racecourse）は、高知県高知市にある地方競馬の競馬場である。四国地方では唯一の競馬場である。
主催者は高知県競馬組合（高知県及び高知市により構成される一部事務組合）。オッズパーク・D-net加盟競馬場。

## 概要

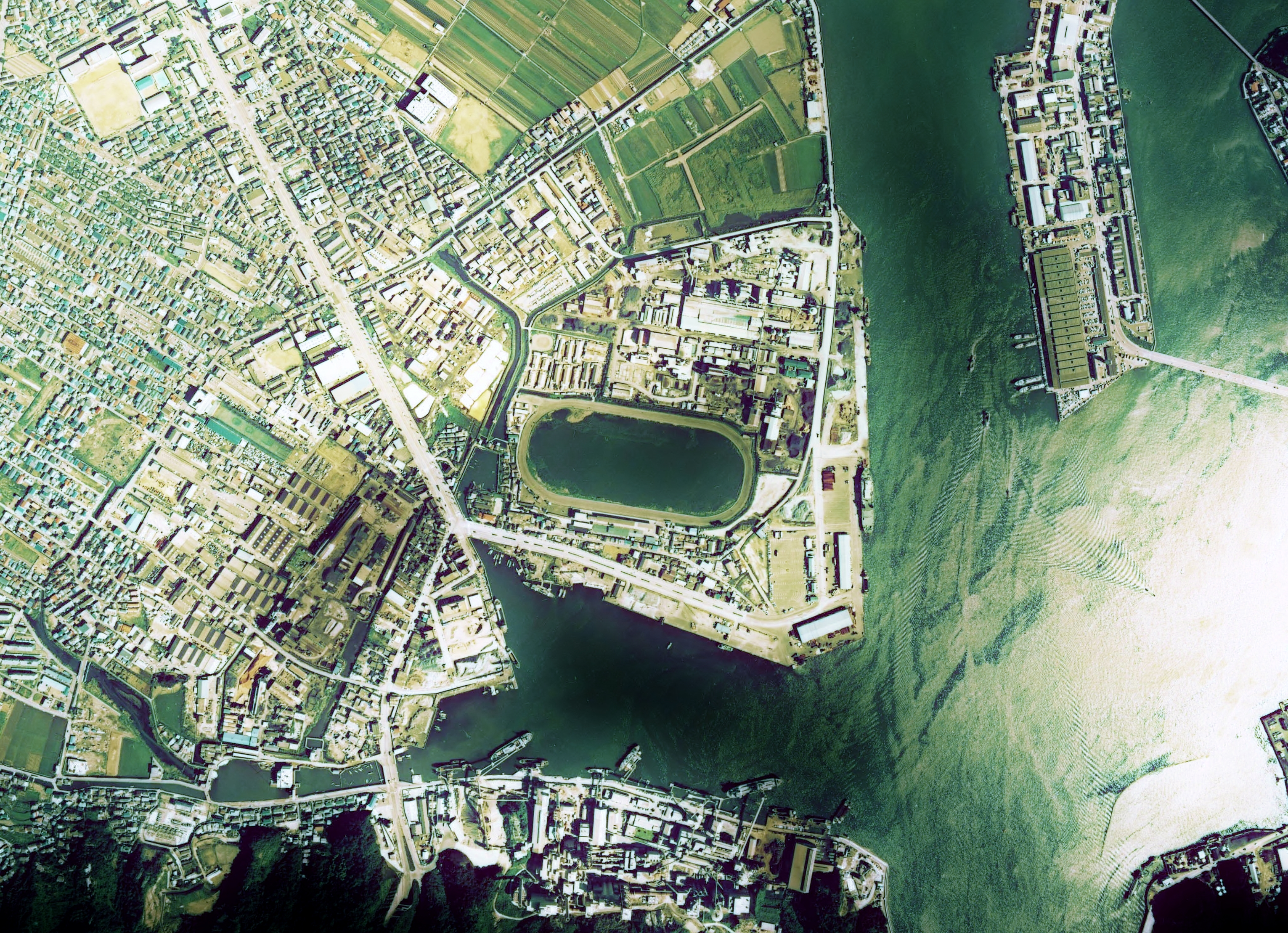
1975年（昭和50年）に撮影された、旧高知競馬場付近の空中写真。隣接する港は浦戸湾最奥部の高知港である。

現在の競馬場は1985年4月の開催から使用。それ以前は同じ高知市内の桟橋通六丁目にあった（跡地は「わんぱーくこうちアニマルランドなどになっている）。
2003年後半からハルウララが話題となる。また2004年12月に提携したライブドアの前社長堀江貴文が当時所有していたホリエモンが中央競馬から移籍した。2006年にはエスケープハッチが（1962年のNAR発足以降）地方競馬平地競走歴代最多勝新記録（47勝）を達成した。2007年にはオースミレパードがサラブレッド最高齢勝利を達成。ほかにもナムラコクオーやイブキライズアップ、2011年にNAR発足以降のサラブレッド最多勝新記録（44勝）を達成した（通算45勝の）オリジナルステップなど（いずれもすでに登録抹消）、話題を呼ぶ馬が割と頻繁に登場している。
現在では他の競馬場から移籍してきた馬が所属馬の大多数を占めており、1998年度まで行われていたサラ系新馬戦および2003年度まで行われていたアラ系新馬戦は長らく行われていなかったが、2015年度に17年ぶりにサラ系新馬戦が行われた。サラ系・アラブ系ともに共通していることとして、高齢馬の比率が他の競馬場に比べて高いことが挙げられる。体調さえ維持できれば出走回数も多くなり、結果として1着・2着・3着・着外の回数が全て2ケタという所属馬はザラで、出走回数が100回を超える馬も珍しくなく（着外だけで100回以上という馬も他場より多い）、平地競走の最多出走記録を更新したヒカルサザンクロスやダイナブロスといった馬も出現した。高知競馬のクラス分けの関係上、長期休養を取るとクラスが下がる（過去2シーズンの収得賞金で計算）ため、衰えた競走馬でも下級条件で勝利・入着できるのが大きな要素であるが、故障馬・高齢馬に対して、調教経験の豊富な調教師（廃止された地方競馬所属からの移籍者を含む）の在籍、休養専門厩舎（海浜における歩行など、独自のトレーニングを行う）の存在、ウマにとって「暑すぎず寒すぎず」という気候（夏季の猛暑日等は別として）など、比較的恵まれた条件が整っていることもその理由の一つである。
また、地元の賞金が低額なためにケイエスゴーウェイの遠征をきっかけにして、近年他地区の交流重賞やダートグレード競走に積極的に挑むようになった。当初は全く歯が立たなかったものの、陣営が経験を積んだためにダートグレードでも5着内に入って賞金を獲得することが多く見られ、複勝圏を確保する馬も現れている。なお、ダートグレード競走に出走した場合は規定で次走の地元戦は、現在のクラスに関係なく強制的にA級選抜もしくは重賞に出走する規定になっており、中央馬相手に揉まれてから次走の地元自己条件で楽勝するという戦法は取れなくなっている。
2008年にアラブ系限定競走を廃止した。また、試験的に一部の日程で薄暮開催「夕焼けいば（ゆうやけいば）」を実施し、土曜開催を金曜に振り替えた。当初は4〜6月の金曜日期間限定の予定だったが、好評だったため、8月まで延長して開催。7〜8月は土・日開催でも薄暮レースを行った。2009年は5〜6月に夕焼けいば、7月24日以降は西日本地区の地方競馬としては史上初のナイター競走（愛称は「夜さ恋（よさこい）ナイター」）を開催している。なお、高知競馬公式サイトによると、温暖な気候を生かして日本の地方競馬では史上初の通年ナイター開催となる。
2008年度から近畿・中国・四国地区での提携強化のため特別競走および重賞競走の出走条件が緩和され、兵庫県競馬組合所属馬、福山競馬場所属馬も出走できるようになり、同様に騎手も騎乗できるようになった。
入場料は100円、特別観覧席は400円（入場料別）。
ハルウララのブームが去った後は財政調整基金を繰り入れて存続している状態であったが、ナイター設備の設置や、早期からJRAの電話投票システム「IPAT」などの電話・インターネット投票システムによる購入に対応した番組編成を組むなどの努力により単年度黒字を達成している。賞金は、苦しい経営環境から減額が続いて地方競馬の中でも下位に位置し、かつては全てのクラスで全国最下位だったが、ばんえい競馬の最下位クラスの1着最低賞金が9万円・賞金総額が12.2万円に、オープン特別の1着賞金が23万円・賞金総額が32.1万円（いずれも2017年4月現在）に減額されたため、重賞以外のレースでの1着賞金・賞金総額では全国最下位を脱した。令和5年度の最下位クラスの1着最低賞金C3級の一般レースの2走目で1着30万円である。
重賞の賞金についても全国最低水準であったが、2013年度以後、毎年大幅な賞金アップが行われ、全ての世代の重賞において単独最下位から脱している。さらにグランディールレディスシリーズが準重賞に格上げされて、やはり賞金の大幅アップが行われた（1着賞金18万円→30万円。2022年度現在は400万円）。
2016年12月の賞金増額後に行われた『高知県知事賞』では、1着賞金が260万円・賞金総額390万円、2歳重賞の『金の鞍賞』は1着賞金140万円・賞金総額210万円と、こちらも大幅な増額が行われている。
また、指定交流競走（JRAの500万下 vs 高知B級選抜、レース名は○○盃）が年に数回組まれており、特別競走扱いながら重賞並の高額の賞金（1着賞金50万円→100万円→120万円）になっている。長期休養などで降級すれば、かつての上級条件馬や大レース勝ち馬でも出走でき、実際にJRA重賞勝ちがあるナムラコクオーがこの競走に出走したことがある（3着）。
2024年8月、暑熱対策と馬場改修工事のため、同月5日から9月5日まで競馬開催を休止する事となった。このため、期間中は各地に遠征することになるが、兵庫県競馬組合（園田競馬場）では、園田サマーダッシュなど「高知×兵庫交流競走」が設定される事となった。

## コース概要

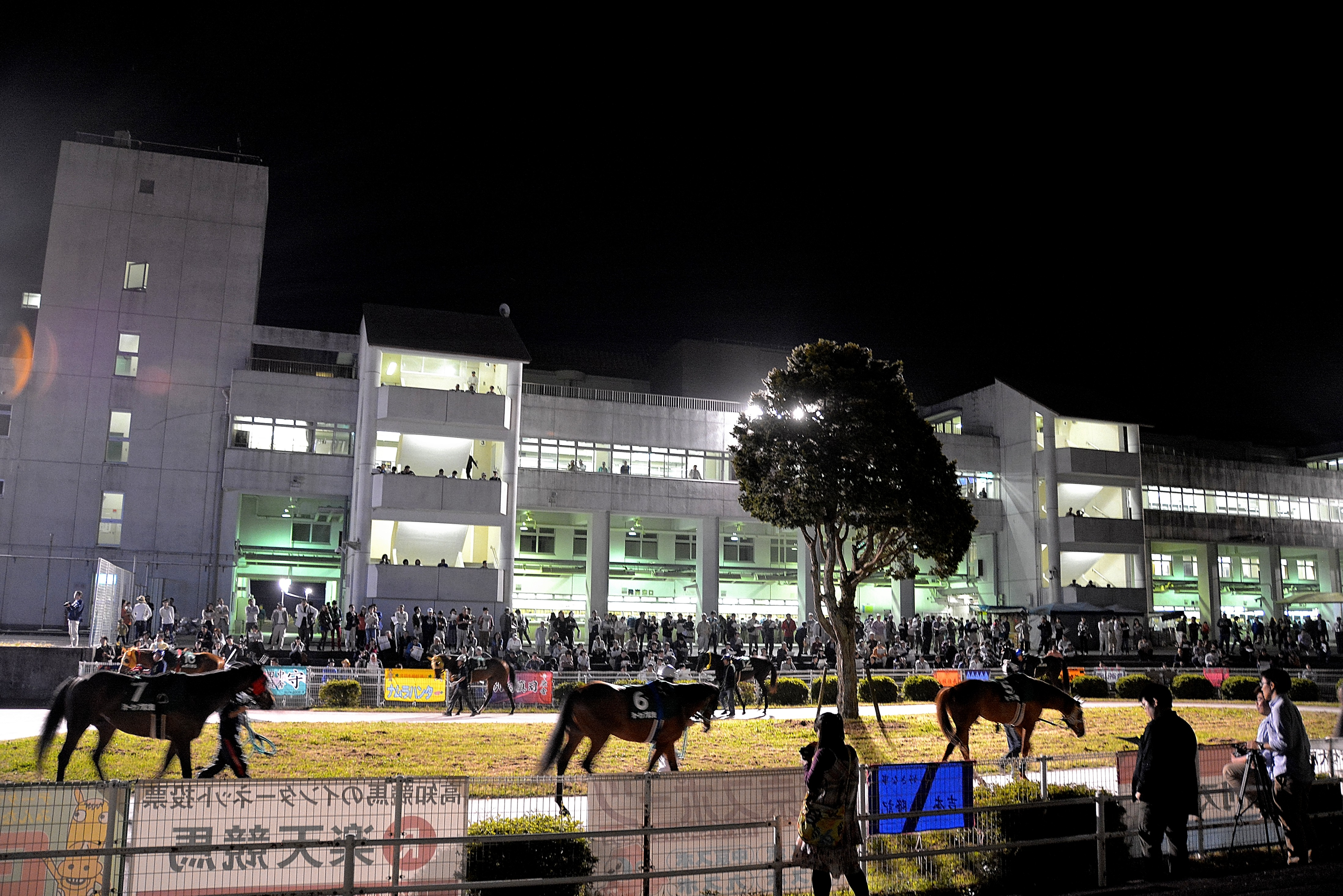
パドック

- ダート右回り 1周1100m・幅員22～27m・海砂を利用
- 直線（4コーナーから決勝線まで） 200m
- 施行可能距離 800m,1000m,1300m,1400m,1600m,1800m,1900m,2100m,2400m
  - 2400mは高知県知事賞のみで使用される。
  - 1000mは2007年5月27日、2100mは1998年4月26日を最後に使用されていない。
  - 1800mは2007年3月10日以来設定がなかったが、2018年5月27日の山桃特別で久しぶりに使用された。
- 出走可能頭数（フルゲート） 12頭（ただし1600mは11頭、1000mは10頭）
- 1～2コーナーのカーブはきつく、3～4コーナーのカーブは緩い。
- 内ラチから3m位までは砂が深いため、多少コースの内側を避けて走行する展開となる。しかし、傾斜があるので砂も多少外側に移動し、内枠が有利となる時もある。（3枠前後が有利と言われている。）

## J-PLACE高知
2013年4月7日より場内において、日本中央競馬会からの委託により「J−PLACE高知」としてJRAの場外勝馬投票券発売所を運営する。発売は当初はGI（平地・障害とも）開催日の全レース、その後それ以外の全てのレースに拡大した。払戻は高知を含む全国のJ−PLACE施設とパルス高知・パルス藍住で可能（パルス高知はJRA馬券の購入不可）。

## 発売する馬券の種類
○…発売 ×…発売なし △…広域場間場外発売時に発売
|            | 単勝 | 複勝 | 枠番連複 | 枠番連単 | 馬番連複 | 馬番連単 | ワイド | 3連複 | 3連単             |
| ---------- | ---- | ---- | -------- | -------- | -------- | -------- | ------ | ----- | ----------------- |
| 高知競馬場 | ○    | ○    | ○        | △        | ○        | ○        | ○      | ○     | ○                 |
| 払戻率     | 80%  | 80%  | 75%      | -        | 75%      | 75%      | 75%    | 72.5% | 72.5% 最終のみ77% |
| J−PLACE    | ○    | ○    | ○        | ×        | ○        | ○        | ○      | ○     | ○                 |

2005年の8月と9月に行われた3頭立ての競走では単勝のみ発売。2003年4月に複勝式・枠番連勝式の発売を中止し、馬番連単を導入したため2004年8月まで単勝式・馬番連複・馬番連単の3賭式のみの発売であった。2004年9月25日からワイド・3連単、2007年3月10日から3連複の発売を開始し、2009年7月24日から複勝式の発売を再開。2012年9月28日からJRAのインターネット投票システム「IPAT」で地方競馬の投票券が発売開始されたのに伴い、枠番連複の発売が復活した。

## 主な競走
メイン競走（重賞、ないしはそれに準じるリステッド競走、条件特別のその日の最上級クラスの競走）については、通常は最終競走の一つ手前（12レース建ての第11レース、ないしは11レース建ての第10レース）に充当されることが多いが、日本中央競馬会の即PAT（中央競馬開催日は従来のIPATも）の発売が実施される日（特に土曜日・日曜日と、3連休開催の月曜日）に重賞・準重賞等が行われる場合は、最終発売時間や、グリーンチャンネル地方競馬中継（日曜版）のテレビ放送の都合などから、土曜は主に17時15分前後、日曜は18時15分前後の競走番号のレースに充当する場合もある。

### ダートグレード競走
- 黒船賞（JpnIII）（サラ系4歳上）- 2008年は開催されなかった。2011年は東日本大震災の影響で開催中止。2020年は新型コロナウイルスの影響で無観客開催。

### 重賞競走
- 全国交流競走
  - 黒潮スプリンターズカップ（4歳上） 黒船賞選考競走、2001年を最後に開催されていなかったが、2008年に7年ぶりに開催される。
  - 福永洋一記念（4歳上） - 2010年より新設（2025年より地方全国交流競走での実施予定）[11]。
  - 黒潮菊花賞（3歳・2025年より）
  - レジーナディンヴェルノ賞（4歳上牝）GRANDAME-JAPAN対象競走。2024年新設[12]。
- 高知所属馬限定競走
  - 二十四万石賞（4歳上）
  - 黒潮皐月賞（3歳）
  - トレノ賞（3歳上）- 2000年を最後に開催されていなかったが、2008年に8年ぶりに開催される。
  - 建依別賞（3歳上）
  - 高知優駿（3歳・2024年まで地方全国交流競走）
  - 珊瑚冠賞（3歳上）
  - 黒潮マイルチャンピオンシップ（3歳上）- 2000年を最後に開催されていなかったが、2009年に9年ぶりに開催された。
  - 土佐秋月賞（3歳）- 2012年より新設
  - 金の鞍賞（2歳）- 2歳の重賞。2002年を最後に開催されていなかったが、2009年に7年ぶりに開催される。2009年度（2010年1月1日）は「高知市長賞典 第31回金の鞍賞」として、明け3歳馬のメンバーで行われた。
  - 大高坂賞（4歳上）- 黒船賞選考競走。元々は福山競馬場で行われていた高知競馬との交流重賞だったが、福山競馬場が廃止になったため久松城賞を廃止し、福山競馬から移設した。
  - だるま夕日賞（4歳上）- 黒船賞選考競走、2014年より特別競走から昇格。
  - 土佐春花賞（3歳）- 2013年より新設
  - 御厨人窟賞（4歳上）- 2013年より新設
  - ネクストスター高知（2歳） - 未来優駿指定競走、2023年より新設[13]
- 西日本地区交流競走
  - 西日本3歳優駿（2016年新設、笠松・名古屋・金沢・園田・佐賀での持ち回り開催[14]、2023年までの名称は西日本ダービー）
  - 高知県知事賞（3歳上）- 高知競馬唯一の2400mレース（2025年から近畿・四国・九州交流競走として実施する予定）
  - ネクストスター西日本（3歳、2024年新設、園田・佐賀との持ち回り）

### 廃止、または現在実施されていない重賞競走
- 久松城賞（サラ系3歳上）- 福山との交流重賞。福山競馬の廃止に伴い2013年を最後に終了。
- 銀の鞍賞（アラブ系2歳）- 2歳のアラブ系重賞。2003年を最後に開催されていない。
- RKC杯（サラ系3歳）- 1998年を最後に開催されていない。
- 南国優駿（アラブ系3歳）- アラブダービー。2004年を最後に開催されていない。
- KUTV杯（アラブ系3歳）- 1998年を最後に開催されていない。
- マンペイ記念（アラブ系3歳）- 2004年を最後に開催されていない。
- 荒鷲賞（アラブ系3歳）- 2004年を最後に開催されていない。
- 黒潮乙女賞（サラ系3歳上牝馬）- サラ系の古馬牝馬限定重賞。2000年を最後に開催されていない。
- 桂浜月桂冠賞（サラ系4歳上）- サラ系の古馬A2重賞。1998年を最後に開催されていない。
- 南国桜花賞（アラブ系4歳上）- アラブ系限定競走廃止につき、2007年で終了。
- 南国梅花賞（アラブ系4歳上）- アラブ系の古馬A2重賞。1999年を最後に開催されていない。
- やまもも宝冠賞（アラブ系4歳上）- 1997年を最後に開催されていない。
- 南国菊花賞（アラブ系3歳上）- 1998年を最後に開催されていない。
- 南国王冠・高知市長賞 - 2009年はサラ系競走、福山競馬との交流競走（特別競走）として、「福山・高知交流 高知市長賞」へ名称変更され実施され、2010年以降は金の鞍賞と統合され、「高知市長賞典　金の鞍賞」として実施されている。
- 黒潮ジュニアチャンピオンシップ（サラ系2歳）- 2016年新設。2023年以降はネクストスター高知の新設に伴い開催されていない。

### その他の競走
- 全日本新人王争覇戦
- 浦和・船橋・大井・川崎・高知ジョッキーズ（通称「UFOKK」） - 南関東4場所属騎手それぞれ一人ずつと高知競馬所属騎手との騎手交流競走
- 個人協賛レース
- 記者選抜 - 高知競馬新聞協会の所属トラックマンから2名と組合編成担当者が協議し選抜した番組。馬券的妙味の観点から、直近の成績で凡走した馬を集めた競走として行われている。2008年6月以降は「一発逆転ファイナルレース」と題し、最終競走で施行される（後述）。
- 一発逆転ファイナルレース - 前述の記者選抜のうち、最終競走として施行される競走を言う。過去4走において勝利していない馬を集めた番組編成。2014年6月7日以降は、最終競走のみ3連単の払い戻し率が通常72.5%のところ77%に引き上げられている。高知県知事賞（グランプリ）が行われる毎年12月31日の最終レースとして施行される場合、当該競走は中央・地方を通じて、日本国内の競馬のその年における最終競走となる。
- レディスヴィクトリーラウンド（2016年創設、地方競馬の女性騎手による交流競走）
- ヤングジョッキーズシリーズ（2017年 - 、トライアルラウンドを開催）
- 高知・佐賀スタリオンシリーズ - 対象競走の優勝馬の馬主に種牡馬の配合権が贈呈される。2016年開始。2023年終了。
- グランディールレディスシリーズ - 古馬の牝馬限定準重賞。2012年に特別競走で開始され、翌年に準重賞に格上げ。

## 所属騎手
- 赤岡修次（あかおか しゅうじ）
- 阿部基嗣（あべ もとつぐ）
- 石本純也（いしもと じゅんや）
- 井上瑛太（いのうえ えいた）
- 上田将司（うえだ まさし）
- 大澤誠志郎（おおざわ せいしろう）- 佐賀から移籍
- 岡遼太郎（おか りょうたろう）
- 岡村卓弥（おかむら たくや）
- 木村直輝（きむら なおき） - 岩手から、2017年1月13日～8月7日。2018年2月11日～4月30日の期間限定騎乗後2019年1月14日に移籍
- 郷間勇太（ごうま ゆうた） - 川崎（神奈川県騎手会）から移籍
- 佐原秀泰（さはら ひでや） - 高知→福山→川崎から移籍
- 妹尾浩一朗（せのお こういちろう）
- 多田羅誠也（たたら せいや）
- 中島龍也（なかじま たつや）... 金沢所属、2023年12月28日〜2024年3月27日の期間限定騎乗
- 永森大智（ながもり たいち）
- 西森将司（にしもり しょうじ）
- 畑中信司（はたなか しんじ） - 金沢所属時2015年12月31日～2016年3月2日の期間限定騎乗（3度目、2014年1月12日～2月16日および2014年12月28日～2015年3月15日に続いての限定騎乗）を経て2022年1月5日付で移籍
- 濱尚美（はま なおみ）
- 林謙佑（はやし けんすけ）
- 宮川実（みやがわ みのる）
- 山崎雅由（やまさき まさよし） - 兵庫から移籍
- 吉原寛人（よしはら ひろと）... 金沢所属、2023年12月28日〜2024年3月27日の期間限定騎乗

### 過去の所属騎手
- 北野真弘（きたの まさひろ）…兵庫に移籍（後に調教師へ転身）
- 中越豊光（なかごし とよみつ）…兵庫に移籍
- 松木大地（まつき だいち）…兵庫へ移籍
- 花本正三（はなもと しょうぞう）…笠松に移籍（後に調教師へ転身）
- 西内忍（にしうち しのぶ）…2007年7月引退
- 鷹野宏史（たかの ひろふみ）…中央競馬に移籍
- 明神繁正（みょうじん しげまさ）…2010年3月引退
- 森井美香（もりい みか）…2011年2月引退
- 目迫大輔（めさく だいすけ）…2014年3月引退（調教師へ転身）
- 片桐正雪（かたぎり まさゆき）…2015年9月1日付で引退（病気療養の為高知移籍後は一度も騎乗せずに引退）
- 宮川浩一（みやがわ ひろかず）…2015年11月引退（調教師へ転身）
- 西山裕貴（にしやま ひろき）…2016年7月引退（調教師へ転身）
- 中西達也（なかにし たつや）…2017年7月引退（調教師へ転身）
- 下村瑠衣（しもむら るい）…2018年7月引退
- 三村展久（みむら のぶひさ）…2018年7月引退
- 山頭信義（やまがしら のぶよし）…2019年8月引退
- 本橋孝太（もとはし こうた）…船橋所属、2007年3月25日～2008年3月24日の期間限定騎乗
- 川本裕達（かわもと ひろみち）…大井所属、2007年7月21日～9月9日の期間限定騎乗
- 濱田達也（はまだ たつや）…船橋所属、2008年4月1日～2009年3月31日の期間限定騎乗
- 實川純一（じつかわ じゅんいち）…船橋所属、2009年3月22日～9月21日の期間限定騎乗
- 高橋利幸（たかはし としゆき）…船橋所属、2009年4月1日～2010年9月30日の期間限定騎乗
- 笠野雄大（かさの たけひろ）…船橋所属、2009年5月9日～11月8日の期間限定騎乗
- 高野毅（たかの つよし）…大井所属、2009年9月1日～2010年3月14日の期間限定騎乗
- 伊藤千尋（いとう ちひろ）…道営所属、2009年12月4日～2010年1月31日の期間限定騎乗（3度目、2007年11月24日～2008年1月20日および2008年11月20日～2009年1月31日に続いての限定騎乗）
- 笹木美典（ささき みのり）…道営所属、2009年12月4日～2010年1月31日の期間限定騎乗
- 山下貴之（やました たかゆき）…船橋所属、2010年1月18日～3月7日の期間限定騎乗
- 御神本訓史（みかもと のりふみ）…大井所属、2010年2月19日～5月19日の期間限定騎乗
- 中地雄一（なかち ゆういち）…川崎所属、2010年10月4日～2011年1月4日の期間限定騎乗（2度目、2008年11月10日～2009年2月1日に続いての限定騎乗）
- 小杉亮（こすぎ りょう）…船橋所属、2010年10月9日～2011年3月31日の期間限定騎乗
- 柿本量平（かきもと りょうへい）…船橋所属、2011年7月7日～2012年1月23日の期間限定騎乗
- 山中悠希（やまなか ゆうき）…船橋所属、2012年10月7日～2013年9月15日の期間限定騎乗
- 江里口裕輝（えりぐち ゆうき）…大井所属、2013年7月6日～2014年7月7日の期間限定騎乗
- 須藤優（すどう ゆう）…浦和所属、2013年8月1日～2014年1月4日の期間限定騎乗
- 木佐貫泰佑（きさぬき たいすけ）…船橋所属、2013年9月13日～10月7日の期間限定騎乗
- 南郷家全（なんごう かぜん）…岩手所属、2014年1月19日～3月9日の期間限定騎乗
- 賀谷祥平（かや しょうへい）…クイーンズランドレーシング（オーストラリア）所属、2014年4月1日～6月30日の期間限定騎乗
- 中村尚平（なかむら しょうへい）…大井所属、2014年7月7日～2015年1月6日の期間限定騎乗
- 山崎真（やまざき しん）…浦和所属、2014年9月1日～2015年2月28日の期間限定騎乗
- 塚本弘隆（つかもと ひろたか）…船橋所属、2014年10月1日～2015年9月30日の期間限定騎乗
- 菅原辰徳（すがわら たつのり）…岩手所属、2015年1月16日～3月10日の期間限定騎乗
- 井上幹太（いのうえ かんた）…道営所属、2015年2月1日～2月10日の期間限定騎乗
- 吉本隆記（よしもと たかのり）…浦和所属、2015年3月3日～2016年8月7日の期間限定騎乗
- 遠藤健太（えんどう けんた）…大井所属、2015年4月18日～10月18日の期間限定騎乗（2度目、2010年11月15日～2011年3月14日に続いての限定騎乗）
- 山崎良（やまざき りょう）…大井所属、2015年5月4日～8月2日の期間限定騎乗（3度目、2011年9月23日～2012年7月1日および2014年11月23日～2015年2月25日に続いての限定騎乗）
- 森田牧広（もりた まきひろ）…ウエスタンオーストラリアレーシング所属、2015年10月21日～2016年1月20日の期間限定騎乗
- 平瀬城久（ひらせ くにひさ）…金沢所属、2016年1月9日～2月2日の期間限定騎乗
- 本田紀忠（ほんだ のりただ）…川崎所属、2016年6月7日～12月7日の期間限定騎乗（2度目、2008年1月7日～3月31日に続いての限定騎乗）
- 藤原良一（ふじはら りょういち）…名古屋所属、2016年10月1日～2017年1月1日の期間限定騎乗
- 中越琉世（なかごし りゅうせい）…川崎所属、2016年10月15日～2017年9月16日の期間限定騎乗
- 鈴木麻優（すずき まゆ）…岩手所属、2017年1月10日～2月28日の期間限定騎乗
- 中田貴士（なかた たかし）…兵庫所属、2017年5月1日～7月31日の期間限定騎乗（2度目、2016年6月5日～9月5日に続いての限定騎乗）
- 小山裕也（こやま ゆうや）…兵庫所属、2018年3月2日～4月30日の期間限定騎乗
- 別府真衣（べっぷ まい、現姓：宮川）…2021年11月引退（調教師へ転身）
- 西川敏弘（にしがわ としひろ）…2022年11月引退(調教師へ転身)
- 倉兼育康（くらかね いくやす）…2023年7月引退(調教師へ転身)
- 塚本雄大（つかもと ゆうだい）...2024年3月24日落馬事故により死去
- 妹尾将充（せのお まさちか）…2024年11月引退
- 嬉勝則（うれし かつのり） …福山から移籍、2024年11月引退（調教師へ転身）

## 場外発売所
- パルス高知（高知県高知市）
- パルス宿毛（高知県宿毛市）
- パルス藍住（徳島県板野郡藍住町）

## 備考
- 日本最古の専門紙かつ競馬新聞である『中島高級競馬號』が売られている競馬場でもある。◎○▲△×といった予想印の元祖である。年に数度、本命よりさらに上の超本命馬に二重□印がつくことがある。
- 『週刊プレイボーイ』2007年15号（3月26日発売号）から連載されている漫画「たいようのマキバオー」（作者 つの丸。同作者による「みどりのマキバオー」の続編）の主な舞台となっている。
- 2009年3月までは、高知駅前から無料送迎バスがあったが、4月以降は黒船賞開催日などを除いて一旦廃止となった。その後、2013年4月28日から赤岡南町・野市・南国後免通・介良中野団地北口・知寄町2丁目・高知駅・南はりまや橋経由で運行が再開されたが[15]、2014年4月5日からは運行会社が変更となり、高知駅・南はりまや橋経由に短縮となった[16]。なお、土日祝については、有料ではあるがとさでん交通の路線バスが2019年10月より乗り入れを開始している。
- かつては慢性的に馬不足かつ騎手不足の状況であったため、騎手は期間限定騎乗として南関東公営競馬から受け入れることが非常に多かった。また1日騎乗で訪れるケースも多々あり、大井競馬場の戸崎圭太（現在はJRA所属）なども騎乗している。
- 実況は橋口浩二が担当している。個人協賛レースにおける極めて紳士的な語り口が有名であり、動画サイトにも多く掲載されている。また橋口は発走ファンファーレの作曲も手がけている。2021年8月に橋口が緊急入院した際には、代役を西田茂弘（元福山競馬場実況）が務めた。
- 2011年12月17日より場内の放送設備がハイビジョン対応になる。
- 本馬場入場曲は、重賞競走ではエドウィン・E・バグリー（英語版）作曲の『国民の象徴』、それ以外の競走はジョン・フィリップ・スーザ作曲の『海を越える握手』を使用する。
- 1998年8月12日を最後に高知競馬場でサラブレッドの新馬戦が行われなくなっていたが、2015年7月11日にサラブレッドの新馬戦が17年ぶりに再開した[17][18]。なおアラブ系は2003年7月5日に新馬戦の競走実績がある[18]。
- 2015年より発馬機の馬番表示（通常はボードを使用）を、日本で初めてLEDを用いた表示に切り替えた。発馬機の上部には同じくLEDによる横長のディスプレイを搭載している[19]。
- キャッシュレス投票システムは名古屋競馬・園田競馬場と共通となっているため、前記2競馬場で発行されたキャッシュレス投票カードはそのまま高知競馬場で入金・投票が利用可能となっている[注釈 4]。なお、JRA-UMACA同様、入金残高と払い戻し可能残高が分離する制度のため、利用には注意が必要である。

## 開催実績
近年の開催実績は以下のとおりである。
| 年度               | 日数 | 増減 | 入場人員 | 入場人員 | 入場人員 | 入場人員 | 総売得金       | 総売得金 | 総売得金    | 総売得金 | 備考                             |
| 年度               | 日数 | 増減 | 入場人員 | 前年比   | 1日平均  | 前年比   | 総売得金       | 前年比   | 1日平均     | 前年比   | 備考                             |
| ------------------ | ---- | ---- | -------- | -------- | -------- | -------- | -------------- | -------- | ----------- | -------- | -------------------------------- |
| 1991年（平成03年） | 102  |      | 375,295  |          | 3,679    |          | 22,058,394,900 |          | 216,258,770 |          |                                  |
| 1997年（平成09年） | 108  |      | 281,103  |          | 2,602    |          | 18,463,000,000 |          |             |          |                                  |
| 1998年（平成10年） | 114  | 6    | 249,677  |          | 2,190    |          | 15,908,000,000 |          |             |          |                                  |
| 1999年（平成11年） | 114  | 0    | 229,393  |          | 2,012    |          | 14,556,000,000 |          |             |          |                                  |
| 2000年（平成12年） | 104  | −10  | 183,912  |          | 1,768    |          | 11,160,000,000 |          |             |          |                                  |
| 2001年（平成13年） | 95   | −9   | 170,915  |          | 1,799    |          | 9,707,000,000  |          |             |          |                                  |
| 2002年（平成14年） | 93   | −2   | 150,490  |          | 1,618    |          | 7,685,000,000  |          |             |          |                                  |
| 2003年（平成15年） | 94   | 1    | 163,880  | 108.9%   | 1,743    | 107.7%   | 6,633,000,000  | 86.3%    |             |          | ハルウララブーム                 |
| 2004年（平成16年） | 88   | −6   | 129,230  | 78.9%    | 1,469    | 84.3%    | 4,969,000,000  | 74.9%    |             |          |                                  |
| 2005年（平成17年） | 104  | 16   | 128,220  | 99.2%    | 1,233    | 84.0%    | 4,865,177,400  | 97.9%    | 46,780,550  | 82.8%    |                                  |
| 2006年（平成18年） | 96   | −8   | 106,772  | 83.3%    | 1,112    | 90.2%    | 4,302,807,100  | 88.4%    | 44,820,910  | 95.8%    |                                  |
| 2007年（平成19年） | 96   | 0    | 109,266  | 102.3%   | 1,138    | 102.3%   | 3,984,856,700  | 92.6%    | 41,508,920  | 92.6%    |                                  |
| 2008年（平成20年） | 96   | 0    | 92,067   | 84.3%    | 959      | 84.3%    | 3,880,914,300  | 97.4%    | 40,426,190  | 97.4%    | 一発逆転ファイナルレース施行年度 |
| 2009年（平成21年） | 95   | −1   | 77,283   | 83.9%    | 814      | 84.8%    | 5,480,325,100  | 141.2%   | 57,687,630  | 142.7%   | 通年ナイター開催移行年度         |
| 2010年（平成22年） | 94   | −1   | 61,792   | 80.0%    | 657      | 80.8%    | 6,033,211,500  | 110.1%   | 64,183,100  | 111.3%   |                                  |
| 2011年（平成23年） | 94   | 0    | 57,334   | 92.8%    | 610      | 92.8%    | 7,146,950,900  | 118.5%   | 76,031,390  | 118.5%   |                                  |
| 2012年（平成24年） | 96   | 2    | 55,815   | 97.4%    | 583      | 95.3%    | 8,275,021,000  | 115.8%   | 86,198,140  | 113.4%   |                                  |
| 2013年（平成25年） | 101  | 5    | 65,224   | 116.9%   | 646      | 111.1%   | 11,800,372,400 | 142.6%   | 116,835,370 | 135.5%   |                                  |
| 2014年（平成26年） | 101  | 0    | 68,004   | 104.3%   | 673      | 104.3%   | 15,243,616,100 | 129.2%   | 150,926,890 | 129.2%   |                                  |
| 2015年（平成27年） | 104  | 3    | 74,737   | 109.9%   | 719      | 106.7%   | 19,132,284,400 | 125.5%   | 183,964,270 | 121.9%   |                                  |
| 2016年（平成28年） | 106  | 2    | 70,549   | 94.4     | 666      | 92.6%    | 25,331,774,200 | 132.4%   | 238,979,000 | 129.9%   |                                  |
| 2017年（平成29年） | 109  | 3    | 68,746   | 97.4%    | 631      | 94.8%    | 36,499,065,600 | 144.1%   | 334,853,810 | 140.1%   |                                  |
| 2018年（平成30年） | 107  | −2   | 70,223   | 102.1%   | 656      | 104.1%   | 42,979,194,800 | 117.8%   | 401,674,700 | 120.0%   |                                  |
| 2019年（令和元年） | 109  | 2    | 71,827   | 102.3%   | 659      | 100.4%   | 56,412,179,500 | 131.3%   | 517,542,900 | 128.8%   |                                  |
| 2020年（令和02年） | 109  | 0    | 36,466   | 50.8%    | 335      | 50.8%    | 85,413,477,400 | 151.4%   | 783,609,900 | 151.4%   |                                  |
| 2021年（令和03年） | 109  | 0    | 57,123   | 156.6%   | 524      | 156.6%   | 94,941,505,600 | 111.2%   | 871,023,000 | 111.2%   |                                  |
| 2022年（令和04年） | 109  | 0    | 76,769   | 134.4%   | 704      | 134.4%   | 94,608,061,600 | 99.6%    | 867,963,900 | 99.6%    |                                  |
| 2023年（令和05年） | 109  | 0    | 89,931   | 117.1%   | 825      | 117.1%   | 95,818,960,000 | 101.3%   | 879,073,000 | 101.3%   |                                  |
| 2024年（令和06年） | 108  | −1   | 91,390   | 101.6%   | 846      | 102.6%   | 99,976,202,200 | 104.3%   | 925,705,600 | 105.3%   |                                  |

2000年代は全国最下位の売上であったが、2012年度に年度中に廃止が決まっていた福山競馬場を抜き、2013年度には笠松競馬場およびばんえい競馬を抜いた。2015年度には大井・川崎・園田・船橋・浦和・岩手・名古屋に次ぐ8番目に浮上し、2016年度には過去最高売上を達成した。その後も毎年更新を続けており、2019年度には大井・川崎・園田・船橋に次ぐ5番目に浮上した。2020年度はCOVID-19による無観客競馬の期間が設けられたが、インターネットでの馬券販売が好調だったことなどから2019年度の売上564億円をおよそ290億円上回る854億円となり、記録を大幅に更新した。これによって船橋を抜き、大井・川崎・園田に次ぐ全国4位の売上となった。2020年度の各場の売上については、「地方競馬」の項参照。
2021年1月18日放送のNHK「逆転人生」の番組内で売上が奇跡的に復活した経過が紹介されると、翌19日の売得金が11億6114万7200円を記録し、単日の売上記録を更新した。なお、この日は重賞非開催日であった。更に同月20日には売得金12億6023万700円、27日には売得金13億8487万100円を記録して立て続けに記録更新をした。また、これらの日を含む令和2年度第14開催の1開催の売上は70億5757万2100円となり、従来の1開催記録である46億1673万3300円（令和元年度第14開催）を大幅に更新した。同年3月16日には16億2188万2700円でまたしても単日の売上記録を更新している。
1競走あたりの売得金記録は、ハルウララに武豊が騎乗した2004年3月22日第10競走の5億1162万5900円が長くトップになっていたが、2021年3月16日の黒船賞において6億4180万8500円の売得金を記録し、17年ぶりに記録を更新した。

## アクセス
- 高知駅より無料シャトルバス運行（高知駅前観光、基本的に土曜・休日）
- とさでん交通南はりまや橋バス停より南ニュータウン行きに乗車、競馬場前バス停にて下車（土休日の日中のみ）

## テレビ・インターネット中継
2009年7月4日からスカパー!255chの鉄道チャンネル（開始当時はACCESS）で「高知競馬中継（快闘乱馬）」として中継している。なおモーニング展望。は放送されない(KCB高知ケーブルテレビ・NAR・オッズパーク・楽天競馬のライブ配信で視聴可能)。また中継終了後には、NAR「クリック!地方ケイバ 〜地方競馬最前線〜」を編集して放送している。ただし、園田・姫路競馬と開催が重複する場合は放送されない。標準画質放送が終了する2014年5月31日をもって同中継も終了する。
これに伴い、2014年4月5日から701chか702chの地方競馬ナインでの中継を開始した。
グリーンチャンネルでは黒船賞、全日本新人王争覇戦のほか、日曜日（まれに月曜日）のナイター開催で、JRAインターネット投票での発売が行われる日に予定されている高知競馬独自の重賞、ないしはリステッド競走を中心に中継放送している（詳細はグリーンチャンネル地方競馬中継を参照）。
2017年12月12日よりニコニコ生放送でのライブ配信を開始。
YouTubeでは通常のライブ配信の他、重賞・準重賞開催日を中心に出演者による馬券対決をメインとする『ヨルノヲケイバ 高知けいばライブ』を配信している。

## ヨルノヲケイバ 高知けいばライブ
ヨルノヲケイバ 高知けいばライブ（ヨルノヲケイバ こうちけいばらいふ）は、高知競馬公式YouTubeチャンネルで、重賞・準重賞の当日に放送されるYouTube番組である。3名の出演者が最終レースまで馬券勝負を繰り広げる。テーマは「ゆる～く・楽しく・ドキドキできるライブ中継番組」。

## ラジオ番組
- 競馬LIVEへGO!（日経ラジオ社　ラジオ日経第1）枠内包「夜さ恋ナイター 高知けいばへGO!」　2019年5月より。パーソナリティー:井上オークス → 大恵陽子（2022年3月より）
  - 高知競馬のトピックスと、日曜日のナイターレースがある日はその展望を解説する（基本はメインレースで、重賞がある時はそれを予想する）。
  - 黒船賞（高知競馬唯一のダートグレード競走）や全日本新人王争覇戦、福永洋一記念が行われる日にはこの『競馬LIVEへGO!』の出演者により、レースの生実況が行われることがある。
- 2021年12月30・31日にはHi-Six制作で、民放FM中四国特別番組「高知けいば presents 年末はおうちけいば」を放送、FM岡山（31日のみ）・広島FM・FM徳島にもネットした[32]。2022年には12月28・31日に中四国FM7局ネット特番「高知けいば presents 年末はおうちけいば!」をHi-Six・V-air・FM岡山・広島FM・FM山口・FM徳島・FM愛媛で放送（Hi-Six・FM徳島以外は31日のみ）、2023年12月28日には中四国民放FM7局ネット「高知けいば presents ミサコとアキラのウマうま馬」を放送した。